# Amavida (kommun)
Amavida är en kommun i Spanien. Den ligger i provinsen Ávila i den autonoma regionen Kastilien och León i centrala delen av landet, 120 km väster om huvudstaden Madrid. Antalet invånare är 133 (2024).